# Menophra lignata
Menophra lignata là một loài bướm đêm trong họ Geometridae.